# Roux (ort)
Roux är en ort i Belgien.   Den ligger i provinsen Hainaut och regionen Vallonien, i den centrala delen av landet, 50 km söder om huvudstaden Bryssel. Roux ligger 118 meter över havet och antalet invånare är 9 182.
Terrängen runt Roux är huvudsakligen platt. Roux ligger nere i en dal. Runt Roux är det tätbefolkat, med 947 invånare per kvadratkilometer.. Närmaste större samhälle är Charleroi, 5,0 km sydost om Roux. 
Runt Roux är det i huvudsak tätbebyggt.